# 黑人新闻频道
黑人新闻频道（英語：Black News Channel, BNC）是于2020年2月10日开播，以非裔美国人为主要受众，位于佛罗里达州塔拉哈西的付费新闻频道。该电台由电视主管鲍勃·布里兰特和前国会议员J.C.瓦茨共同创立。瓦茨是黑人新闻频道首任主席。
Charter Spectrum、Comcast Xfinity、DirecTV和Verizon Fios传送该频道的直播信号，Dish Network提供该频道的视频点播服务。2021年3月。黑人新闻频道订户达5200万，而主要有线电视新闻台订户超过8300万户，保守派新闻台Newsmax TV订户则为7500万。
2022年3月25日的报道称，黑人新闻频道由于缺乏资金将立即停播。停播传闻在当晚获首席执行官普林斯尔·海尔的证实。该网络当天下午停播所有直播节目，大部分员工被解雇。但黑人新闻频道仍然苟延残喘存续至今，播出时间被录播节目填满。

## 历史
自2000年代中期以来，J.C.瓦茨计划推出一个专门关注美国黑人文化话题的新闻台，并为此进行了几轮融资，但都以失败告终。2010年代中期宣布与佛罗里达农工大学的新闻图像传播学院建立合作伙伴关系，黑人新闻频道的总部预计在此。最终合作破裂，该频道在塔拉哈西基莱恩中心大道的一栋建筑内开播。
该电视网在2018年11月宣布频道将在2019年开播。后开播日从2019年11月15日推迟到2020年1月6日，最终跳票到2020年2月10日。该电视网的主要投资者之一是杰克逊维尔美洲虎的老板沙希德·汗。 
2020年7月，有线电视新闻网前执行官普林塞尔·海尔被任命为黑人新闻频道的总裁兼首席执行官。
2021年3月，黑人新闻频道与CBS Media Ventures达成广告协议。同月，黑人新闻频道改造黄金时代节目。进步的黑人评论员加入了阵容（与其主席瓦茨形成鲜明对比，这位黑人是美国著名保守派共和党人）。 
从2021年12月开始，该电视网的大部分员工遭到解雇或宣告离职。 2022年1月，十三名现任和前任女员工对黑人新闻频道的性别歧视问题提起集体诉讼。对此，黑人新闻频道向其现任员工发送了一份通知员工该电视网计划驳回诉讼动议的备忘录。
2022年3月25日的一則報導稱汗出售電視網失敗之後撤回資金，此後頻道即將停播。美东时间下午五时，频道的直播节目停播，当天剩余的日程安排被录播节目填充（主要涉及美国最高院对凯坦吉·布朗·杰克森的确认听证会）。迄3月26日，黑人新闻频道的节目信号并未中断，惟只是不断播放其持有的各种其他节目和电影。该电视网将于3月28日依据美国破产法第十一章申请破产保护。

## 前主持人
- Fred Hickman - 新闻主播
- Mike Hill -《开始新一天》（上午六时至十时）
- Marc Lamont Hill -《黑人晚间新闻》（晚上八时）
- Charles Blow - 《Prime》 （晚上十时）
- 凯利·赖特-《今晚世界》（下午五时至七时）